# می تینگ
می تینگ (انگلیسی: Mei Ting؛ زادهٔ ۳۰ آوریل ۱۹۷۵) بازیگر اهل چین است. وی از سال ۱۹۹۴ میلادی تاکنون مشغول فعالیت بوده است.
از فیلم‌ها یا برنامه‌های تلویزیونی که وی در آن نقش داشته است می‌توان به ۱۹۱۱ اشاره کرد.